# Plumigorgia hydroides
Plumigorgia hydroides is een zachte koraalsoort uit de familie Ifalukellidae. De koraalsoort komt uit het geslacht Plumigorgia. Plumigorgia hydroides werd in 1910 voor het eerst wetenschappelijk beschreven door Nutting. 